# Joy (album)
Joy är punkbandet The Skids' sista officiella album från 1981. Till skillnad från deras tidigare album som var mer inriktade mot punkrock och new wave består Joy till största delen av skotsk folkmusik. Gitarristen Stuart Adamson hoppade av bandet i juni samma år som albumet släpptes, men medverkar dock på singeln "Iona". Skivan har än så länge inte släppts på CD, men går dock att ladda ner från Amazon.coms nerladdningsbutik i Storbritannien och Itunes. Bandet splittrades strax efter att albumet släpptes.

## Låtlista
Alla låtar är skrivna av (Jobson/Webb), utom "Iona" (Jobson/Adamson) och "And the Band Played Waltzing Matilda" (Bogle).
1. Blood and Soil
2. Challenge
3. Men of Mercy
4. A Memory
5. Iona
6. In Fear of Fire
7. Brothers
8. And the Band Played Waltzing Matilda
9. The Men of the Fall
10. The Sound of Retreat (instrumental)
11. Fields